# IPhone 5s
De iPhone 5s is een smartphone ontworpen en op de markt gebracht door Apple Inc.
Op 10 september 2013 werd de iPhone 5s door Apple geïntroduceerd. De iPhone 5s wordt sinds 20 september 2013 verkocht in de Verenigde Staten, Canada, het Verenigd Koninkrijk, Frankrijk, Duitsland, Australië, Japan, Hongkong, China en Singapore. Op 25 oktober 2013 volgde de rest van de landen waar Apple actief in is.
De iPhone 5s heeft een Apple A7-chip & M7-chip en een 8 megapixelcamera. De iPhone 5s is in spacegrijs, zilveren en gouden uitvoering verkrijgbaar en heeft 16, 32 of 64 GB aan opslaggeheugen.

## Nieuwe functies
De iPhone 5s werd aangekondigd op 10 september 2013 tijdens een speciaal evenement in San Francisco. De iPhone 5s bevat de functie Touch ID (vingerafdrukscanner), heeft een 64 bit-processor en werd geleverd met iOS 7. De Touch ID zorgt voor een nieuwe en veilige manier voor het ontgrendelen van de iPhone en het veilig downloaden en betalen van apps. Ook heeft de camera een dubbele flitser gekregen voor meer natuurlijke kleuren en kan de camera in slow motion filmen (120 fps).

## Specificaties
| Scherm                | Beelddiagonaal van 4" (10,1 cm), resolutie van 1136 bij 640 pixels. Het scherm gebruikt een multitouch-touchscreentechnologie, heeft een pixeldichtheid van 326 ppi en gebruikt de "Retina"-technologie van Apple. |
| Grootte               | 123,8 × 58,6 × 7,6 mm |
| Gewicht               | 112 gram |
| Besturingssysteem     | iOS 7 (voorgeïnstalleerd) t/m iOS 12 |
| Verbindingen          | Met de computer via een Lightning-dockconnector, wifi, Bluetooth 4.0 |
| Netwerken             | GSM/GPRS/EDGE (850, 900, 1800, 1900 MHz), UMTS/HSPA+/DC-HSDPA (850, 900, 1900, 2100 MHz) LTE (Banden 1, 2, 3, 5, 7, 8, 20)                                                                                         |
| Capaciteit            | 16, 32 of 64 GB intern, niet uitbreidbare opslag. |
| Batterij              | Ingebouwd herlaadbare lithium-ion-polymeeraccu. Beltijd: 10 uur op 3G. Internet: 8 uur op 3G, 10 uur op wifi. Audio: 40 uur, video: 10 uur. In stand-by: 250 uur.                                                  |
| Camera                | Achterkant: 8,0 megapixel, foto en film (1080p) (120 fps, slow motion), gezichtsherkenning, videostabilisatie, en True Tone flash. Voorkant: 1,2 MP foto's, 720p video's.                                          |
| Kleur                 | Spacegrijs, goud en zilver |
| Levering              | VS: 20 september 2013 - Benelux: 25 oktober 2013 |
| Huidige ondersteuning | iOS 12.5.5 (per 23 september 2021 en tevens de laatste ondersteunde versie voor de iPhone 5s) |